# قائمة معالم سميت بأسماء ملوك السعودية
هذه قائمة المعالم التي سميت بأسماء ملوك المملكة العربية السعودية.

## عبد العزيز بن عبد الرحمن

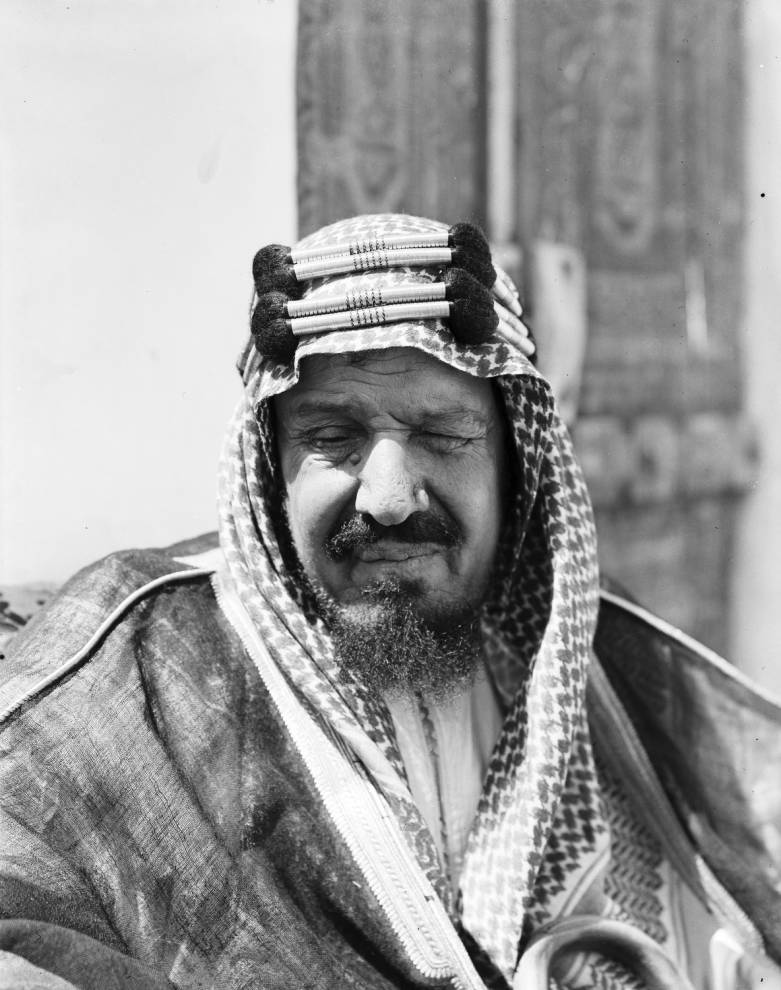
الملك عبد العزيز بن عبد الرحمن

فترة الحكم: 23 سبتمبر 1932 - 9 نوفمبر 1953
- قاعدة الملك عبد العزيز الجوية
- مركز الملك عبد العزيز للحوار الوطني
- مركز الملك عبد العزيز الثقافي العالمي
- مدينة الملك عبد العزيز للعلوم والتقنية
- مركز الملك عبد العزيز التاريخي
- مستشفى الملك عبد العزيز، مكة
- مطار الملك عبد العزيز الدولي
- مدينة الملك عبد العزيز الطبية للحرس الوطني، الرياض
- مدينة الملك عبد العزيز الطبية، جدة
- كلية الملك عبد العزيز العسكرية
- مسجد الملك عبد العزيز
- قاعدة الملك عبد العزيز البحرية
- ميناء الملك عبد العزيز
- مكتبة الملك عبد العزيز العامة
- ملعب الملك عبد العزيز
- جامعة الملك عبد العزيز
- كلية الملك عبد العزيز الجامعة للعلوم الصحية.

## سعود بن عبد العزيز

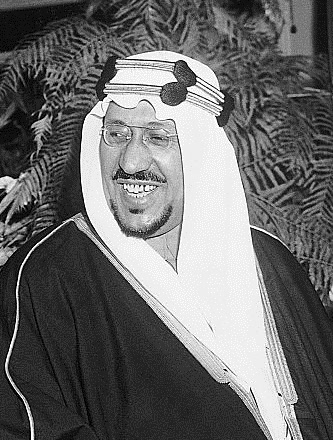
الملك سعود

فترة الحكم: 9 نوفمبر 1953 - 2 نوفمبر 1964
- مستشفى الملك سعود، عنيزة
- مدينة الملك سعود الطبية
- مسجد الملك سعود
- جامعة الملك سعود
- كلية الطب، جامعة الملك سعود
- جامعة الملك سعود بن عبد العزيز للعلوم الصحية

## فيصل بن عبد العزيز

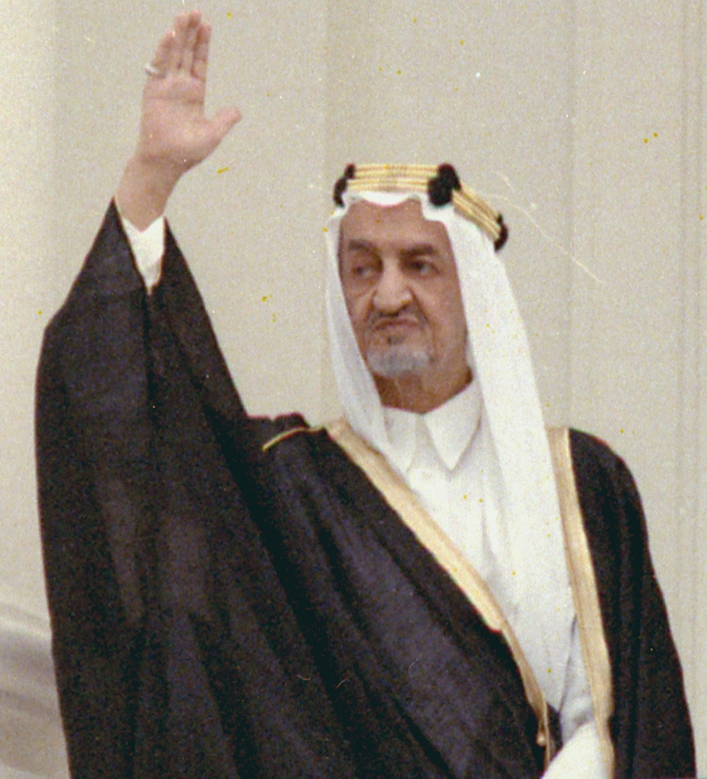
الملك فيصل

فترة الحكم: 2 نوفمبر 1964 - 25 مارس 1975
- مؤسسة الملك فيصل الخيرية
- مستشفى الملك فيصل، مكة
- جائزة الملك فيصل العالمية
- مسجد الملك فيصل، إسلام أباد، باكستان[1]
- مسجد الملك فيصل، الشارقة، الإمارات العربية المتحدة[2][3][4]
- قاعدة الملك فيصل البحرية
- طريق الملك فيصل، المنامة
- طريق الملك فيصل، جدة
- طريق الملك فيصل، مكة
- مستشفى الملك فيصل التخصصي ومركز الأبحاث
- مستشفى الملك فيصل، كيغالي
- جامعة الملك فيصل
- مسجد الملك فيصل، إسلام آباد
- فيصل آباد، باكستان
- مدينة الملك فيصل الطبية بأبها، 2.4 مليار ريال سعودي (قيد الإنشاء)

## خالد بن عبد العزيز

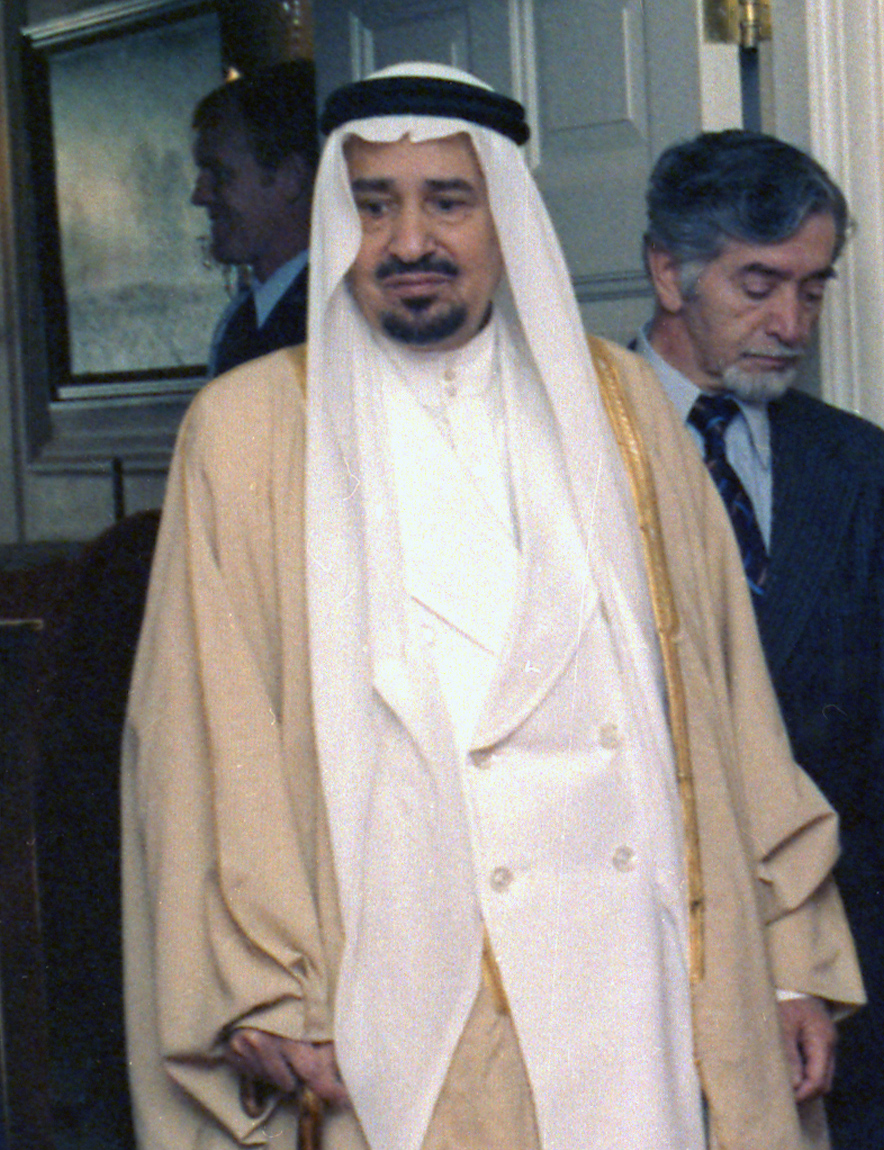
الملك خالد

فترة الحكم: 25 مارس 1975 - 13 يونيو 1982
- مستشفى الملك خالد التخصصي للعيون
- مطار مدينة الملك خالد العسكرية
- قاعدة الملك خالد الجوية
- مؤسسة الملك خالد الخيرية
- مطار الملك خالد الدولي
- مدينة الملك خالد الطبية
- مدينة الملك خالد العسكرية
- جامعة الملك خالد

## فهد بن عبد العزيز

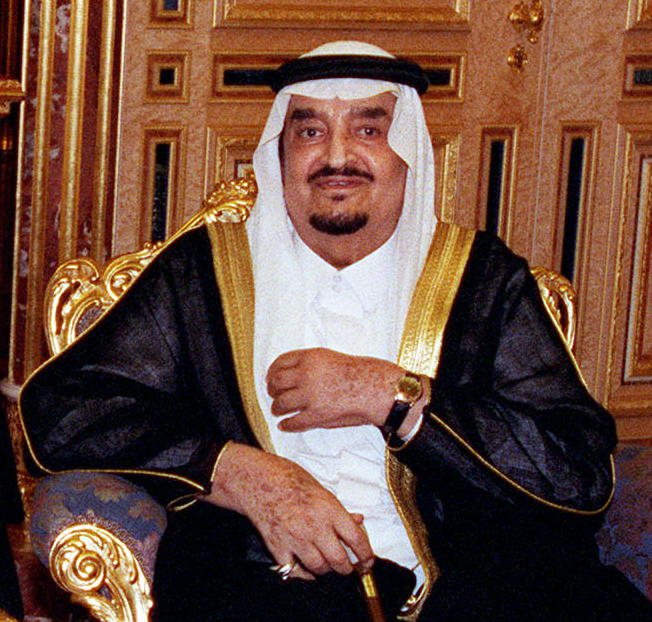
الملك فهد

فترة الحكم: 13 يونيو 1982 - 1 أغسطس 2005
- أكاديمية الملك فهد في لندن
- أكاديمية الملك فهد في ألمانيا
- جسر الملك فهد
- مجمع الملك فهد لطباعة المصحف الشريف
- مطار الملك فهد الدولي
- ملعب الملك فهد الدولي
- مركز الملك فهد الثقافي الإسلامي
- مدينة الملك فهد الطبية
- مجمع الملك فهد الطبي العسكري، الدمام
- مسجد الملك فهد (إدنبرة)
- مسجد الملك فهد (سراييفو)
- مكتبة الملك فهد الوطنية
- طريق الملك فهد، جدة
- طريق الملك فهد، الكويت
- طريق الملك فهد، مكة
- طريق الملك فهد، الرياض
- مدرسة الملك فهد العليا للترجمة
- كلية الملك فهد الأمنية
- مستشفى الملك فهد التخصصي، بريدة
- مستشفى الملك فهد التخصصي، الدمام
- ملعب الملك فهد، الطائف)
- ضاحية الملك فهد
- مستشفى الملك فهد الجامعي
- جامعة الملك فهد للبترول والمعادن
- نافورة الملك فهد
- مدرسة الملك فهد الإسلامية، أستراليا
- سد الملك فهد بن عبد العزيز

## عبد الله بن عبد العزيز

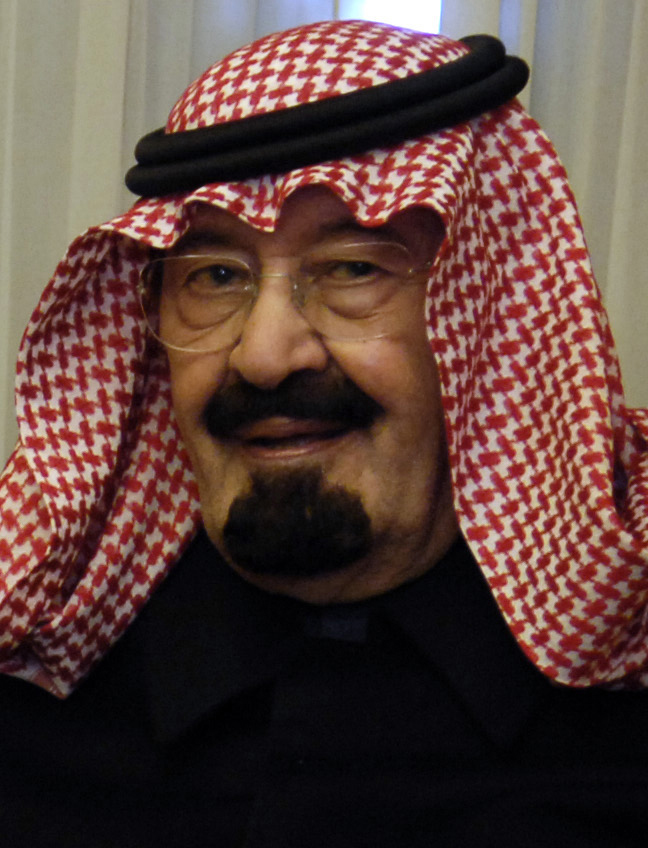
الملك عبدالله

فترة الحكم: 1 أغسطس 2005 - 23 يناير 2015
- أكاديمية الملك عبد الله
- مطار الملك عبد الله الإقليمي
- مدينة الملك عبد الله للطاقة الذرية والمتجددة
- مدينة الملك عبد الله الاقتصادية
- مركز الملك عبد الله المالي
- مركز الملك عبد الله للدراسات والبحوث البترولية
- ميناء الملك عبد الله
- متنزه الملك عبد الله بن عبد العزيز العلمي
- مدينة الملك عبد الله الرياضية
- شارع الملك عبد الله، جدة
- مدينة الملك عبد الله الرياضية
- جامعة الملك عبد الله للعلوم والتقنية
- مستشفى الملك عبد الله في بيشة

## سلمان بن عبد العزيز

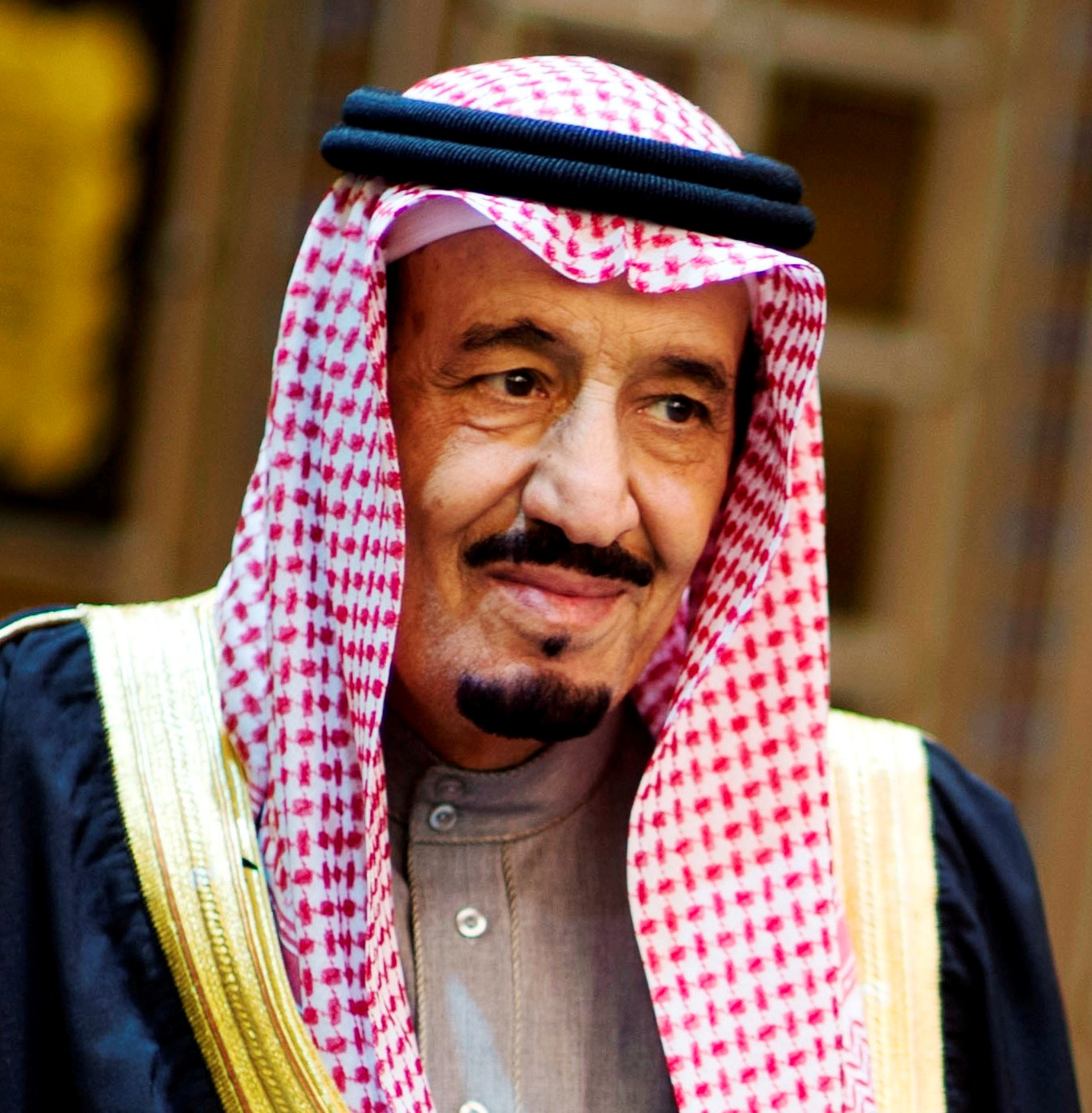
الملك سلمان

فترة الحكم: 23 يناير 2015 - حتى الآن
- مطار الدوادمي المحلي[5]
- مركز الملك سلمان لأبحاث الإعاقة[6]
- مكتبة الملك سلمان المركزية
- مجمع الملك سلمان العالمي للصناعات والخدمات البحرية
- شارع الملك سلمان بن عبدالعزيز ال سعود إمارة ابوظبي دولة الإمارات العربية المتحدة
- مركز الملك سلمان للإغاثة والأعمال الإنسانية[7][8]
- مسجد الملك سلمان، الطائف
- حديقة الملك سلمان (الرياض)[9][10]
- طريق الملك سلمان[11]
- واحة الملك سلمان الاجتماعية[12]
- مركز الملك سلمان للشباب
- استاد مدينة الملك سلمان الرياضي
- كأس الملك سلمان للشطرنج[13][14]
- مطار الملك سلمان الدولي